# Artelho

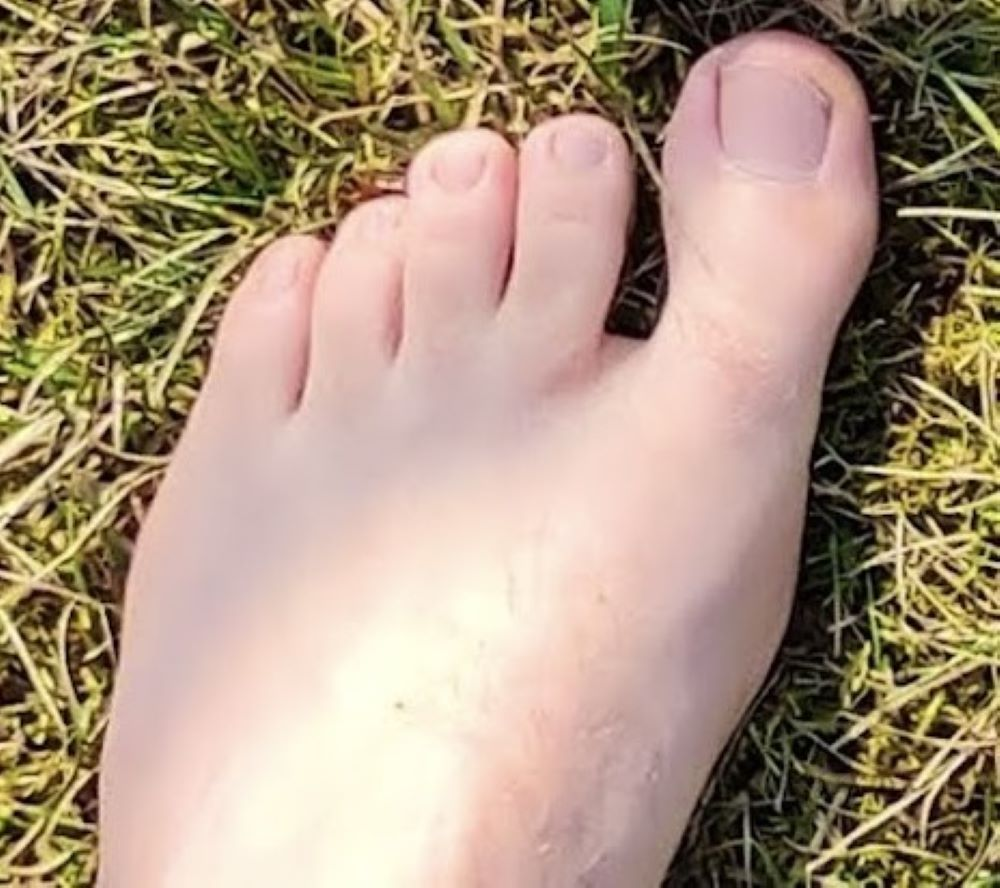
Artelhos

Artelhos ou pododáctilos são os termos técnicos em anatomia ou medicina para os dedos dos pés dos vertebrados terrestres. Mas em Portugal, artelho refere-se à articulação tibiotársica (o tornozelo) ou ainda a partes do corpo ou a apêndices de artrópodes.
Na ordem dos primatas contam-se, via de regra, cinco artelhos em cada pé, em correspondência com os cinco dedos de cada uma das mãos. A ocorrência de um número de dígitos maior do que cinco em qualquer um dos pés ou das mãos é chamada de polidactilia.
Na espécie humana os artelhos são formados por três falanges, exceto pelo hálux (ou dedão), que conta com apenas duas.
Etimologicamente a palavra artelho deriva do substantivo latino articulus, que significa articulação, junta de ossos.

A maioria das patologias do pé resulta de distúrbios anatômicos ou funções anormais das estruturas articulares ou extra-articulares. Com menos frequência, os problemas dos pés refletem distúrbio sistêmico.
Em pessoas diabéticas e com doença vascular periférica, exame cuidadoso dos pés, com avaliação da suficiência vascular e integridade neurológica devem ser feitos pelo menos duas vezes/ano. Pessoas com esses distúrbios devem examinar seus pés pelo menos uma vez ao dia.
Os pés também são locais comuns para calos, calosidades e infecções por fungos, bactérias e vírus.